# Квос-Моравска, Мария
Мария Квос-Моравска или Мария Квос (пол. Maria Quoos-Morawska, Maria Quoos) — польская актриса театра и кино.

## Биография
Мария Квос-Моравска родилась в 1955 году в Польше. Актёрское образование получила в Государственной высшей театральной школе (Отдел  театра кукол) во Вроцлаве, которую окончила в 1978 году. Дебютировала в театре в 1978 в Быдгоще. Актриса театров в Быдгоще, Калише, Варшаве и Лодзи. 

## Избранная фильмография
- 1983 — Академия пана Кляксы — фрейлина
- 1986 — Путешествия пана Кляксы — фрейлина
- 1989 — Лава / Lawa — девушка / дама / ангел
- 1989 — Моджеевская / Modrzejewska — героиня из театральной труппы Лобойки
- 1990 — Возвращение волчицы / Powrót wilczycy — Эвелина, гувернантка дочерей Зембальских